# Victor Vilain (homme politique)
Ne doit pas être confondu avec Victor Vilain.
Pour l’article homonyme, voir Vilain.
Victor Vilain, né le 7 décembre 1861 à Élouges et mort le 8 janvier 1944 à Thuin, est un homme politique belge.

## Biographie

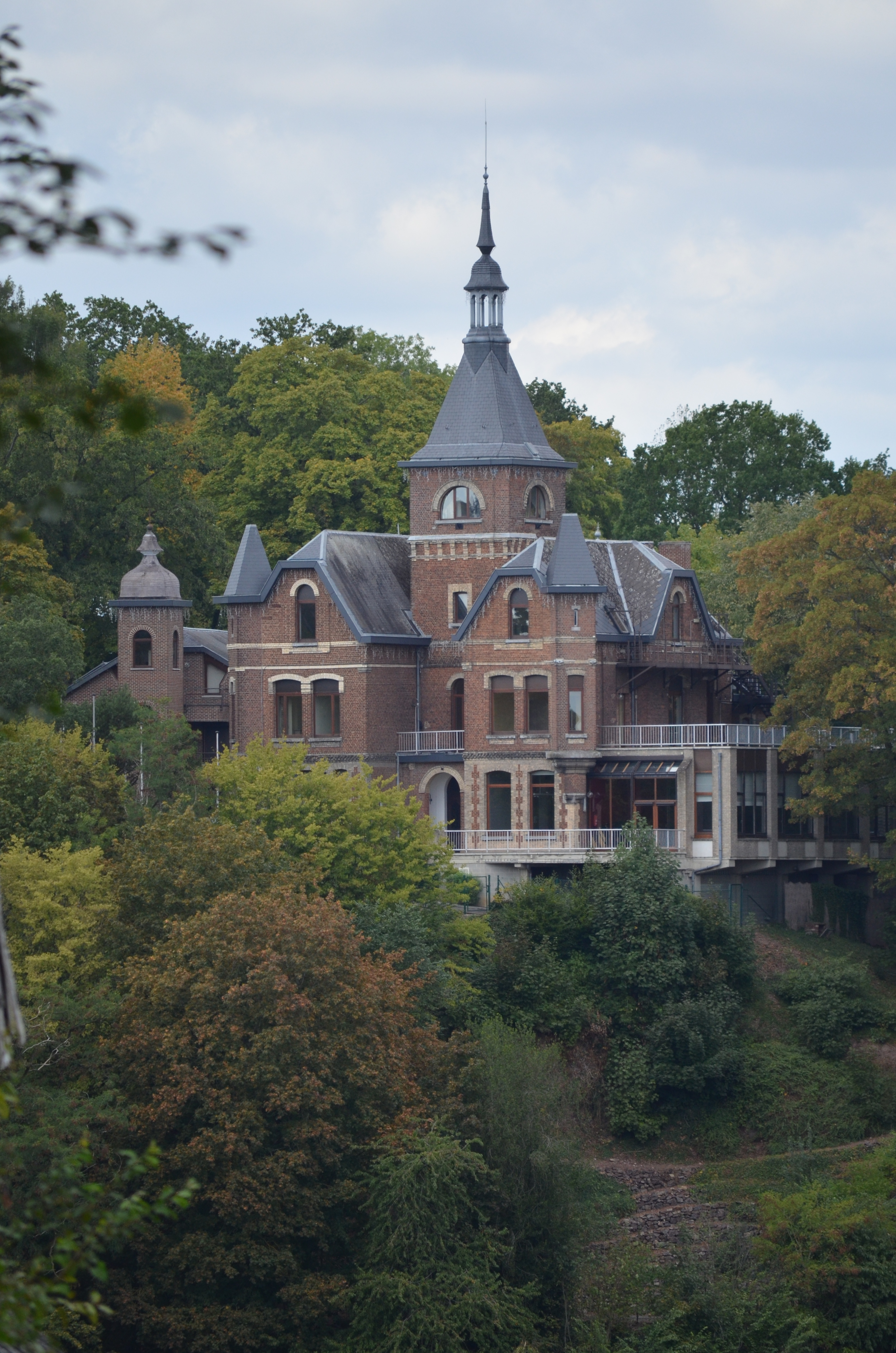
Le château Beauregard à Thuin.

Victor Vilain obtient un doctorat en droit et s’établit comme avocat à Thuin.
En 1895, il devient conseiller communal et échevin de Thuin et bourgmestre de 1896 à 1921.
À la fin de l’année 1918, il devient député libéral de l’arrondissement de Thuin, succédant à Raoul Warocqué, mort pendant la Première Guerre mondiale, et exerce ce mandat jusqu’aux élections législatives du 16 novembre 1919.
Il était franc-maçon et édifia le château de Beauregard situé sur un piton rocheux à Thuin.

## Source
- (nl) Cet article est partiellement ou en totalité issu de l’article de Wikipédia en néerlandais intitulé « Victor Vilain » (voir la liste des auteurs).